# Eberhard Rimann
Eberhard Rimann (* 25. August 1882 in Hirschberg (Schlesien); † 15. Mai 1944 in Dresden) war ein deutscher Geologe und Hochschullehrer an der TH Dresden.
Rimann studierte Geologie und Mineralogie bis zur Promotion 1906 zum Dr. phil. Auch hat er die Prüfungen zum Dipl.-Markscheider und Dipl.-Bergingenieur abgelegt. Von 1910 bis 1911 erforschte er im Auftrage der Hanseatischen Minen-Gesellschaft in Deutsch-Südwestafrika das inmitten der Kolonie gelegene Basterland und das Land der Khauashottentotten an der Ostgrenze. An der TH Dresden war er Professor für Mineralogie und Geologie von 1920 bis zum Tod 1944 nach schwerer Krankheit, die ihn schon vorher teilweise arbeitsunfähig gemacht hatte. Parallel leitete er das Museum für Mineralogie, Geologie und Vorgeschichte in Dresden und ergänzte es mit seiner eigenen Sammlung.

## Schriften
- Beitrag zur Kenntnis der Diabase des Fichtelgebirges, im Besonderen des Leukophyrs Gümbel's, 1906
- Geologische Untersuchungen des Bastardlandes in Deutsch-Süd-Westafrika: mit 1 geologischen Karte 1:200 000, zahlr. geologischen Profilen, Textfiguren und Lichtdrucktafeln, Berlin 1915
- Die geologischen Ergebnisse des Tharandter Stollenbaus, Dresden 1931
- Museum für Mineralogie, Geologie und Vorgeschichte, 1937